# Тан Дэнцзе
Тан Дэнцзе (кит. 唐登杰, род. июнь 1964, Шанхай) — китайский государственный и политический деятель, министр гражданской администрации КНР с 22 февраля 2022 года.
Ранее работал, в частности, заместителем председателя Государственного комитета по развитию и реформам КНР, губернатором провинции Фуцзянь, возглавлял Китайское национальное космическое управление, занимал должность исполнительного директора Китайской южной промышленной группы.
Член Центрального комитета Компартии Китая 20-го созыва.

## Биография
Родился в июне 1964 года в Шанхае.
В сентябре 1981 года поступил на факультет машиностроения Университета Тунцзи, после окончания которого работал в шанхайской компании SAIC Volkswagen, пройдя путь от рядового техника до директора отдела промышленного проектирования и менеджера по планированию и развитию компании. Позднее трудился управляющим шанхайского филиала немецкого концерна ZF Friedrichshafen AG и вице-президентом государственной автомобилестроительной компании SAIC Motor. В 2001 году назначен председателем правления корпорации Shanghai Electric Group.
Политическую карьеру начал в 2003 году с занятия поста вице-мэра Шанхая, отвечал за секторы промышленности, сельского хозяйства, торговлю, туризм, электрогенерацию и безопасность в производственной сфере. Вместе с назначенным на аналогичную должность Лу Хао стал при этом самым молодым заместителем мэра в истории Шанхая, получив неофициальное прозвище «политическая звезда». В 2008 году переизбран вице-мэром, область его ответственности включала внешнюю торговлю и экономическое сотрудничество, иностранные инвестиции, взаимодействие с Гонконгом и Макао, этническими и религиозными группами, а также взаимодействие с группами китайцев, проживающими за пределами страны.
В 2011 год — генеральный директор крупного военного концерна China South Industries Group, его президент с 2013 года.
В мае 2017 года назначен заместителем министра промышленности и информатизации КНР — главой Китайского национального космического управления. Одновременно руководитель Государственного управления КНР по атомной энергии и глава Государственного управления оборонной науки, техники и промышленности.
В декабре 2017 года переведён на пост заместителя секретаря парткома КПК провинции Фуцзянь. 2 января следующего года назначен временно исполняющим обязанности губернатора провинции, впоследствии утверждён в этой должности на заседании Постоянного комитета провинциального парткома КПК. 20 июля 2020 года отозван обратно в Пекин на пост заместителя главы Государственного комитета по развитию и реформам КНР в ранге заместителя министра.
28 февраля 2022 года назначен на должность министра гражданской администрации КНР, утверждён на этой позиции на 33-й сессии Постоянного комитета Всекитайского собрания народных представителей 13-го созыва.